# Me haces tanto bien
«Me haces tanto bien» es una canción de 1993 publicada en el álbum La última tentación e interpretada por el dúo español Amistades Peligrosas, siendo uno de sus mayores éxitos a nivel internacional. La canción fue escrita por Alberto Comesaña y Cristina del Valle, mientras que la música es de Carlos de France.
La letra de la canción contiene temática erótica, narrando una relación sexual completa, típica de los primeros trabajos y éxitos musicales de Amistades Peligrosas, aunque de estilo más elegante.
El videoclip del sencillo presentó a dos personajes hechos por animación, que representaban una versión diabólica de Adán y Eva.
«Me haces tanto bien» ha sido publicado en otros álbumes del dúo español, como en su álbum recopilatorio Grandes éxitos (1998), y como parte de un megamix en el disco de 2020 El regreso. También ha sido versionada por varios artistas como el grupo mexicano JNS en su álbum Metamorfosis y el actor y cantante mexicano Omar Chaparro para la película de comedia romántica mexicoamericana La Boda de Valentina. 